# Куп пет нација 1991.
Куп пет нација 1991. (службени назив: 1991 Five Nations Championship) је било 97. издање овог најелитнијег репрезентативног рагби такмичења Старог континента. а 62. издање Купа пет нација.
Гренд слем је освојила селекција Енглеске.

## Учесници
Напомена:
Северна Ирска и Република Ирска наступају заједно.
|   | Селекција                      | Стадион                             | Селектор           |
| - | ------------------------------ | ----------------------------------- | ------------------ |
| 1 | Рагби репрезентација Француске | Парк принчева, Париз (48 718)       | Данијел Дуброка    |
| 2 | Рагби репрезентација Енглеске  | Стадион Твикенам, Лондон (82 000)   | Џеф Как            |
| 3 | Рагби репрезентација Шкотске   | Стадион Марифилд, Единбург (67 144) | Џим Телфер         |
| 4 | Рагби репрезентација Велса     | Кардиф армс парк, Кардиф (65 000)   | Рон Валдрон        |
| 5 | Рагби репрезентација Ирске     | Ленсдаун роуд, Даблин (48 000)      | Сиаран Фитсеџералд |

## Такмичење

### Прво коло
Француска - Шкотска 15-9
Велс - Енглеска 6-25

### Друго коло
Ирска - Француска 13-21
Шкотска - Велс 32-12

### Треће коло
Велс - Ирска 21-21
Енглеска - Шкотска 21-12

### Четврто коло
Француска - Велс 36-3
Ирска - Енглеска 7-16

### Пето коло
Шкотска - Ирска 28-25
Енглеска - Француска 21-19

## Табела
|   | Селекција                      | ИГ | Д | Н | И | ПД | ПП  | ПР  | Б |  |
| - | ------------------------------ | -- | - | - | - | -- | --- | --- | - |  |
| 1 | Рагби репрезентација Енглеске  | 4  | 4 | 0 | 0 | 83 | 44  | +39 | 8 |  |
| 2 | Рагби репрезентација Француске | 5  | 3 | 0 | 1 | 91 | 46  | +45 | 4 |  |
| 3 | Рагби репрезентација Шкотске   | 4  | 2 | 0 | 2 | 81 | 73  | +8  | 4 |  |
| 4 | Рагби репрезентација Ирске     | 4  | 0 | 1 | 3 | 66 | 86  | -20 | 4 |  |
| 5 | Рагби репрезентација Велса     | 4  | 0 | 1 | 3 | 42 | 114 | -72 | 0 |  |

| Победник Купа пет нација 1991.                                   |
| ---------------------------------------------------------------- |
| Рагби репрезентација Енглеске 19. титула првака Европе у рагбију |

## Индивидуална стастика
Највише поена
- Симон Хоџиксон 58, Енглеска

Највише есеја
- Дерек Вајт 2, Шкотска